# Granada Tipo 10
La Tipo 10 (十年式手榴弾 Jyūnen-shiki Teryūdan?) fue la primera granada de fragmentación diseñada y empleada por el Ejército Imperial Japonés.

## Historia y desarrollo
Tras la Guerra ruso-japonesa de 1904-1905, el Ejército Imperial Japonés hizo pruebas con varios tipos de granadas; sin embargo, ningún diseño fue producido en serie. Los observadores militares japoneses destacados en el Frente Occidental durante la Primera Guerra Mundial se mostraron muy interesados en el desarrollo técnico y el empleo táctico de las granadas de mano como armas de apoyo para la infantería, por lo cual se le asignó al Buró Técnico del Ejército el desarrollo de un lanzagranadas que pudiese emplearse combinado con el fusil Tipo 38, el arma de infantería estándar del Ejército Imperial Japonés. El proyecto no tuvo éxito por varias razones, entre las cuales figuraban un calibre demasiado pequeño (6,5 mm), un cañón muy largo y dificultades con la carga propulsora. El Buró Técnico se decantó por el diseño de un pequeño mortero de señales alemán de la Primera Guerra Mundial, para desarrollar el lanzagranadas Tipo 10. La granada Tipo 10 fue diseñada para emplearse como munición de este lanzagranadas al acoplársele una base con un fulminante y la carga propulsora. Además podía lanzarse manualmente o dispararse desde la bocacha lanzagranadas de un fusil al agregársele una cola.

## Diseño
El diseño de la Tipo 10 era casi idéntico al de la posterior Tipo 91, con una carcasa segmentada "tipo piña" diseñada para dispersar afiladas esquirlas al explotar. La principal diferencia era que la Tipo 10 tenía estrías en su parte superior. Un soquet roscado en el fondo de la carcasa permitía acoplar un contenedor auxiliar de propulsión para emplearla en un lanzagranadas, o una cola con aletas para emplearla como una granada de fusil. La espoleta era accionada por percusión, siendo activada al jalar el pasador de seguridad y golpearla, para explotar después de 7-8 segundos. Al ser empleada como granada de fusil o munición de mortero, la espoleta se accionaba automáticamente ya que el percutor era empujado por la fuerza del lanzamiento. Un problema con su diseño era el altamente variable e impreciso tiempo de la espoleta, por lo que explotaba prematuramente o demoraba tanto que el atacante podía lanzar de vuelta la granada antes que explotase.

## Historial de combate
La Tipo 10 fue rápidamente reemplazada en servicio de primera línea por la Tipo 91, sobreviviendo en la segunda guerra sino-japonesa y la Segunda Guerra Mundial principalmente como bengala y granada de humo.